# Región de Diourbel
La región de Diourbel (en serer: Jurbel, en wólof: Njaaréem) es una región de Senegal. La capital regional es la ciudad de Diourbel. El territorio de la región se corresponde aproximadamente con el reino precolonial de Bawol y aún se la conoce por ese nombre, y a sus habitantes como Bawol-Bawol.
La región de Diourbel está compuesta por tres départements (subregiones): Bambey, Diourbel, y Mbacke. La ciudad de Touba, sagrada para la orden islámica sufí de Murid se encuentra en el departamento de Mbacke.
Diourbel, la capital, se encuentra al este de Thiès. Es conocida por su mezquita y por la industria local dedicada a los frutos secos.
- Datos: Q856261
- Multimedia: Diourbel Region / Q856261